# 戴金星
戴金星（1935年3月19日—），又名金声、步文，笔名王霞川，浙江瑞安人，石油天然气地质学和地球化学专家，中国科学院院士。

## 生平
戴金星于1956年考入南京大学地质系大地构造专业。1961年毕业后任职于石油工业部北京石油科学研究院。1962年作为江汉石油勘探处地质综合研究队成员参与江汉油田石油会战。1972年起任职于北京石油勘探开发科学研究院。此后主要从事煤成气的研究，提出“煤系是良好的工业性烃源岩”，成为中国在该领域研究中的开拓者。1995年当选中国科学院地学部院士。2003年受聘成为浙江大学理学院地球科学系系主任。